# Nova Crvenka
Nova Crvenka (en serbe cyrillique Нова Црвенка) est un village de Serbie situé dans la province autonome de Voïvodine. Il fait partie de la municipalité de Kula dans le district de Bačka occidentale. Au recensement de 2011, il comptait 422 habitants.

## Démographie

### Évolution historique de la population
| 1948 | 1953 | 1961 | 1971 | 1981 | 1991 | 2002 | 2011 |
| ---- | ---- | ---- | ---- | ---- | ---- | ---- | ---- |
| 515  | 461  | 592  | 419  | 453  | 508  | 524  | 422  |

|  |